# Fibră de sticlă

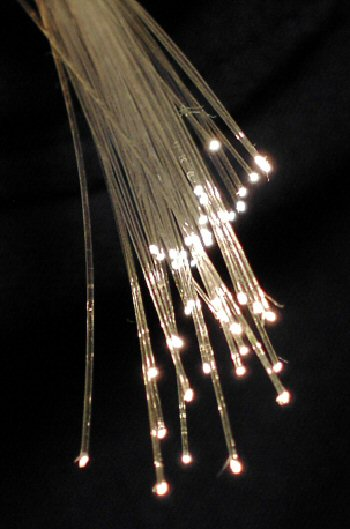
Fibră de sticlă

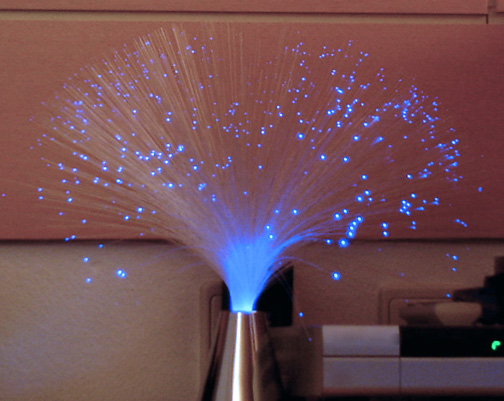
Lampă decorativă

Fibra de sticlă este o sticlă care se prezintă sub formă de fibre fine, care se realizează din sticlă specială. Fibrele de sticlă se folosesc drept cabluri de transmisie în telecomunicație, ca fibre textile, sau și ca materiale termoizolante și fonoizolante. Ele constituie unul dintre cele mai importante materiale de construcție, fiind rezistent la variații de temperatură, îmbătrânirea materialelor și la substanțe chimice agresive. Fibrele de sticlă în amestec cu alte substanțe plastice măresc elasticitatea și rezistența mecanică a acestor materiale.

## Istoric
Iscusința suflătorilor în atelierele de fabricare a sticlei din Turingia. Germania, era deja cunoscută prin secolul al XVIII-lea, prin producerea fibrelor subțiri de sticlă supranumite „părul îngerilor”. Pe atunci acesta era folosit numai cu scop decorativ. Proprietățile fibrelor de sticlă și tehnologia de producere a lor fiind descoperită abia prin anul 1896 de Hermann Schuller la fabrica de sticlă din Haselbach; acolo au fost produse prima oară pe scară industrială. Procedeul de obținere a fibrelor de sticlă a fost patentat prin anii 1930.

## Utilizări

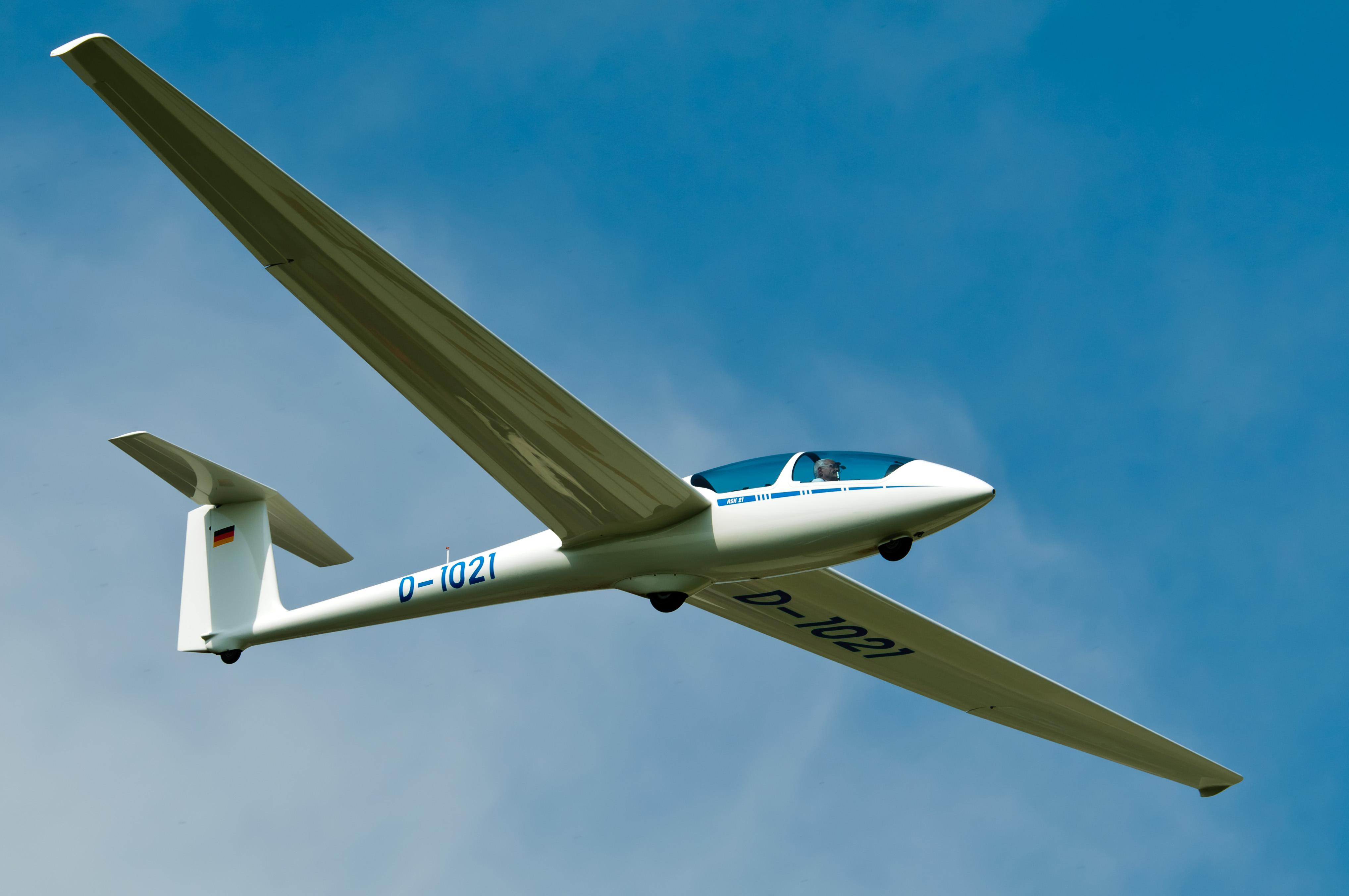
Planor Schleicher ASK-21

Din rășini poliesterice armate cu fibră de sticlă se obțin o serie întreagă de bunuri: piscine, căzi, butoaie, chiuvete, cădițe de duș, blaturi de bucătărie, glafuri de fereastră, bărci și catarge pentru bărci, hidrobiciclete, elemente de caroserie și rezervoare de carburant pentru autovehicule, fuzelaje de planoare, antene parabolice, tobogane de joacă pentru copii.
Alte utilizări în construcții: vată de sticlă (ca izolator termic) plasă cu fibră de sticlă (ca element de fixare a izolațiilor termice exterioare din polistiren expandat), tapet din țesătură de fibră de sticlă (pentru hoteluri și spitale, unde legea impune spălarea frecventă a pereților).
Notă: a nu se confunda cu fibrele optice, care, deși sunt fabricate tot din sticlă, au cu totul alte proprietăți.